# Bellyfruit
Pour plus de détails, voir Fiche technique et Distribution.
Bellyfruit est un film américain réalisé par Kerri Green, sorti en 1999,. Le film est le premier long métrage sorti par The Asylum.

## Synopsis
Bellyfruit est une adaptation d’une pièce de théâtre originale du même titre qui a été créée au Los Angeles Theatre Center le 16 mars 1996. La pièce est l’aboutissement d’œuvres écrites et de représentations théâtrales développées à partir des histoires des femmes du lycée Ramona et du programme d’écriture Pacoima Young Mothers. Les actrices Bonnie Dickensen, Tanya Wright, Judy Herrera et Patrice Pitman Quinn ont joué les rôles des mères adolescentes dans la production scénique originale de Bellyfruit. La pièce de théâtre a été produite par Independent Women Artists et jouée au profit de Gramercy Group Homes à Los Angeles. Le film a également été réalisé par Kerri Green et a été écrit par Green, Maria Bernhard, Susannah Blinkoff et Janet Borrus.

## Distribution
- Kelly Vint Castro : Christina
- Tonatzin Mondragon : Aracely[3]
- T.E. Russell : Damon
- Michael Peña : Oscar
- James DuMont : Lou
- Melody Garrett : le docteur
- Ruben Madera : Eddie
- Luis Chávez : Enrique
- Jeremy John Wells : Joe

## Accueil

### Réception critique
Variety a trouvé que le film est « un portrait sympathique des filles qui, heureusement, reste libre de sentiments. Mais étonnamment, c’est la performance discrète de Pena qui résonne le plus. Bellyfruit, monté d’abord comme une pièce de théâtre, a un aspect et une sensation granuleux qui servent bien son matériau.